# Maria Eisnerová
Maria Eisnerová (nepřechýleně Maria Eisner; Maria Eisner Lehfeldt; 8. února 1909 Milán – 8. března 1991 New York) byla italsko-americká fotografka, editorka fotografií a fotoagentka. V počátcích působila v Evropě a později se přestěhovala do Spojených států. Byla jednou ze zakladatelek umělecké agentury Magnum Photos. Před tím pracovala pro agenturu Alliance Photo v Paříži.

## Životopis
Narodila se 8. února 1909 v Miláně a studovala v Německu. Ve dvaceti letech začala pracovat pro ilustrovaný tisk, ale v roce 1933 uprchla z nacistického Německa do Francie.
V Paříži založila s René Zuberem v roce 1933 fotografickou agenturu Alliance-Photo a formalizovala 7. prosince 1934  .
Alliance Photo ukončila svou činnost na konci podzimu 1939, Židovka Maria Eisnerová musela v době okupace uprchnout z Paříže. Považována za německého spojence byla v červnu 1940 internována v táboře Gurs v Pyrenejích.
Procházela Portugalskem a emigrovala do Spojených států, kde strávila konec druhé světové války.
V roce 1947 byla Maria Eisnerová jednou ze zakládajících členek Magnum Photos a v letech 1948 až 1951 vedla pařížskou kancelář agentury. Provdala se za doktora Hanse Lehfeldta, se kterým má syna Richarda.
Zemřela 8. března 1991 v New Yorku ve svých 82 letech.